# Huaca Rajada
Huaca Rajada, también conocido como Sipán, es un complejo arqueológico ocupado inicialmente por la cultura moche y posteriormente por la cultura Lambayeque, en el norte de Perú, conformado por un conjunto de pirámides o huacas. Ese lugar es famoso por sus tumbas reales, siendo la más renombrada el de Señor de Sipán, excavada en 1987 por Walter Alva y su esposa Susana Meneses.

## Ubicación
Se ubica en los alrededores de Sipán, un pueblo de aproximadamente 1500 habitantes, en la parte central del valle del río Lambayeque, en el distrito de Saña de la provincia de Chiclayo del departamento de Lambayeque. Está situado a 35 km al sureste de Chiclayo.
El complejo arqueológico alberga un conjunto de tres pirámides truncas o huacas, hechas de adobe, a las que tradicionalmente se conoce como la Huaca Rajada. Dos de ellas son de grandes proporciones y la otra es más chica; en esta última es donde se halló las tumbas reales de Sipán.

## Descripción
Las dos grandes pirámides truncas están conectadas por una serie compleja de rampas y una gran plataforma rectangular, que se extendía hacia el norte. 
La pirámide más chica parece haberse erguido de manera separada; una plaza le separa del resto de las pirámides grandes. Tenía una plataforma larga en el lado norte y otra más corta en el lado sur. Una rampa en la plataforma norte daba acceso a la cima, en la que había una estructura sólida.

## Las tumbas reales

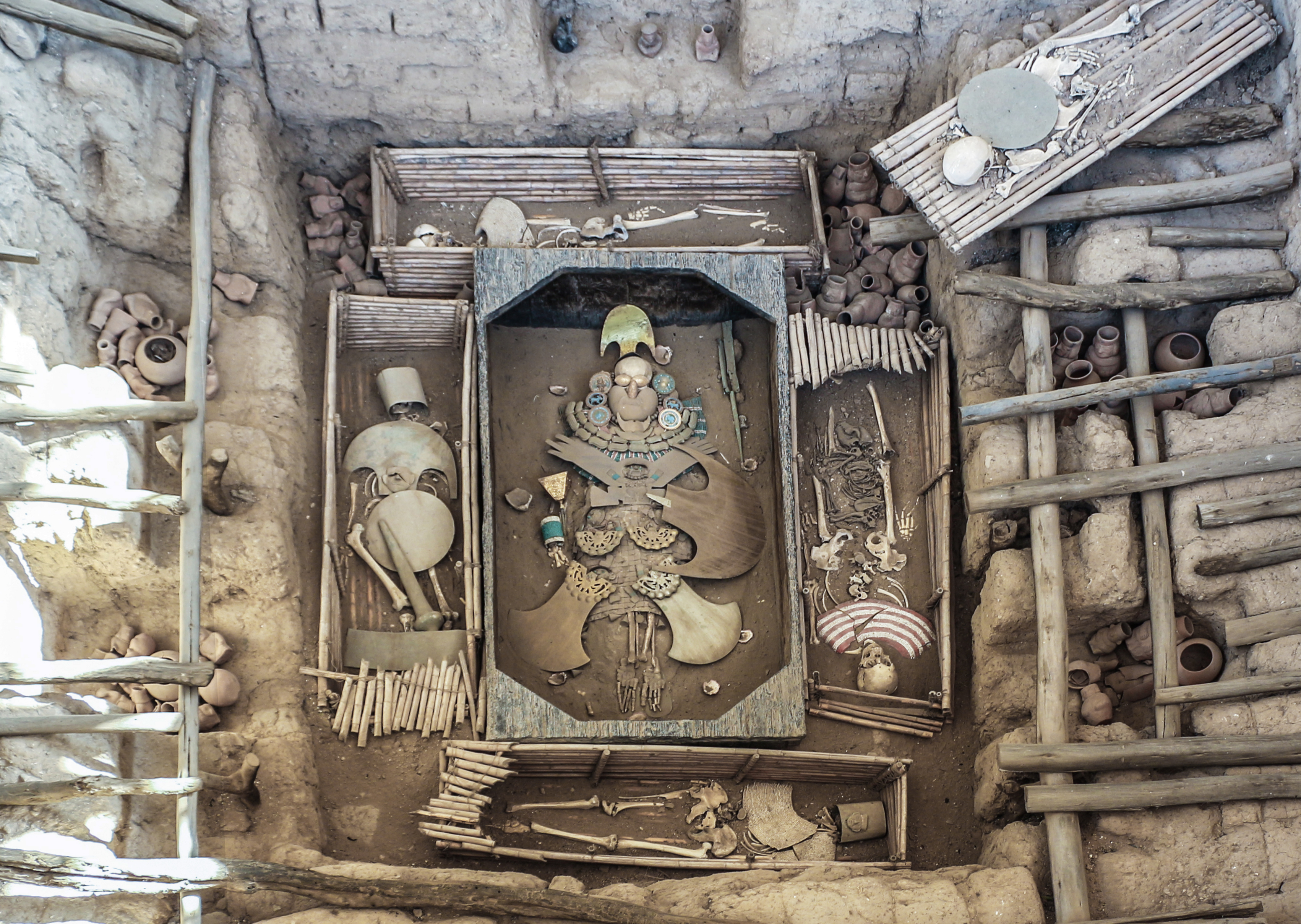
Tumba del Señor de Sipán.

Huaca Rajada era una zona devastada por los huaqueros o ladrones de huacas, hasta que en 1987 el arqueólogo peruano Walter Alva y su equipo, con la ayuda de las autoridades, emprendió un proyecto de salvataje del sitio arqueológico.
Fruto de sus investigaciones fue el hallazgo de la célebre tumba del Señor de Sipán (26 de julio de 1987), la primera tumba de un gobernador precolombino hallada intacta en el Perú y que data del siglo III (Tumba 1). Se trata de un hombre de 1,65 m, y de unos 40  a 45 años de edad. Se lo halló al lado de los restos de 8 personas (tres mujeres, dos varones, un niño y dos guardianes) y animales (dos llamas y un perro), sacrificados presumiblemente para que le siguieran sirviendo en la vida de ultratumba, según la creencia moche. Los restos del Señor de Sipán reposaban en el centro de una cámara mortuoria, cobijados en un gran féretro confeccionado con grandes tablas. En cambio, los catafalcos de sus acompañantes estaban hechos de cañas. Se hallaron también 209 ceramios, muchos de los cuales contenían ofrendas. El cuerpo del personaje principal estaba cubierto de numerosos ornamentos, armas y emblemas de oro, plata y cobre dorado. Asimismo, rodeaban al cuerpo conchas Spondyllus, de significado ritual. Las joyas más fastuosas son las orejeras, todas de oro con incrustaciones de lapislázuli. Otra pieza exquisita es un collar de cuentas en forma de maní o cacahuetes, la mitad de ellas de oro y la otra mitad de plata.
Meses después de este hallazgo se hallaron dos tumbas más: la de un sacerdote contemporáneo al Señor de Sipán (Tumba 2), y la de un guerrero al que se bautizó como el Viejo Señor de Sipán, por ser más antigua (Tumba 3).
También se han constatado la presencia de tumbas de personajes Lambayeque (en el Área Ramada del Sector II, en la Plataforma Funeraria y los patios 1 y 2), lo cual atestigua que el complejo arqueológico estaba en uso para el momento en que estaba bajo control de alguno de los dos curacazgos Lambayeque.

## Museo Tumbas Reales de Sipán

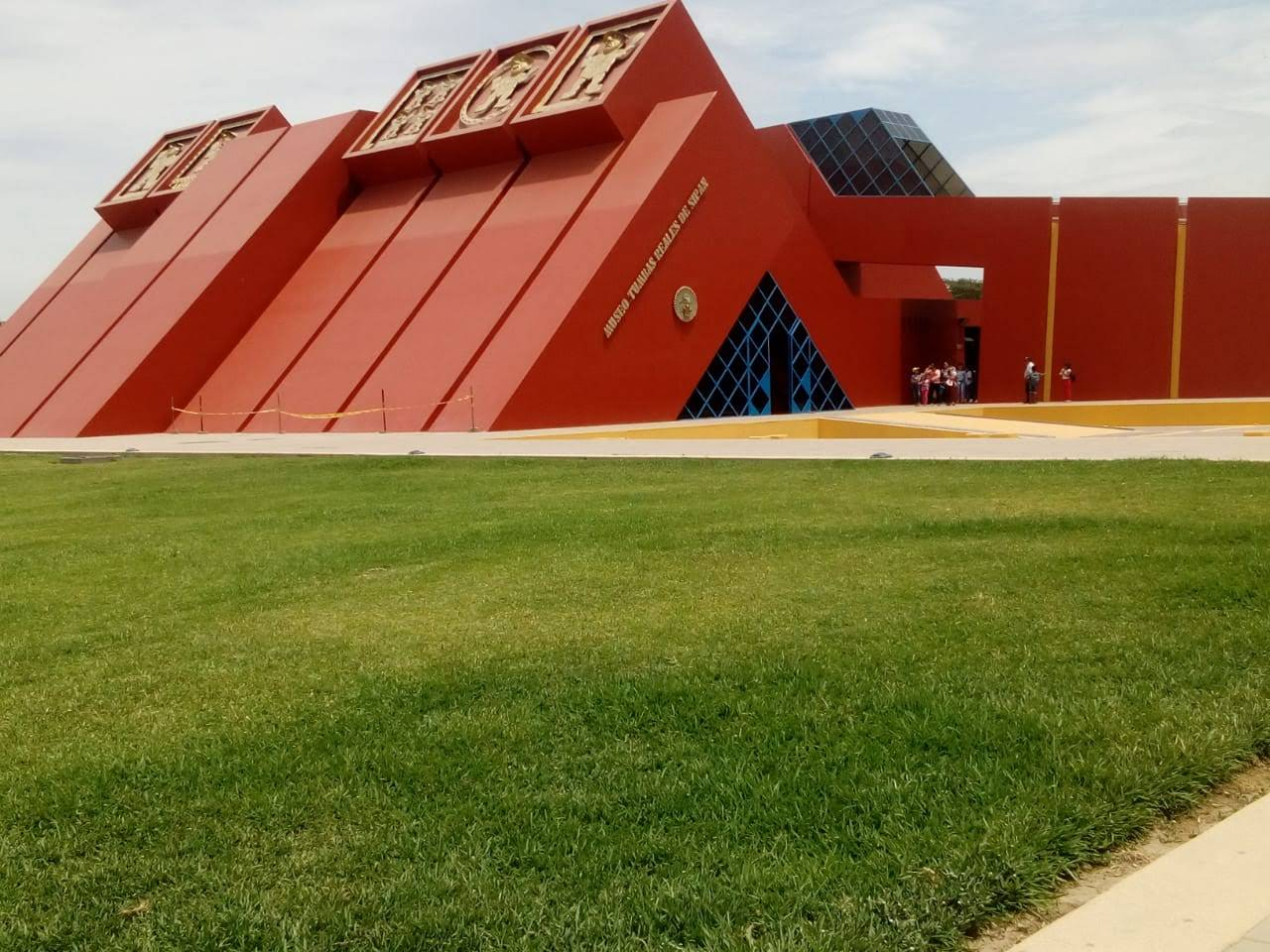
Acceso al museo Tumbas Reales de Sipán en Lambayeque.

Fue inaugurado en noviembre del 2002, al noroeste del complejo, en la ciudad de Lambayeque. Alberga la colección de alrededor de 2000 piezas de orfebrería en oro y aleaciones, descubierta en 1987 del célebre Señor de Sipán. Su arquitectura esta basada en la de la cultura moche. 

## Museo de sitio

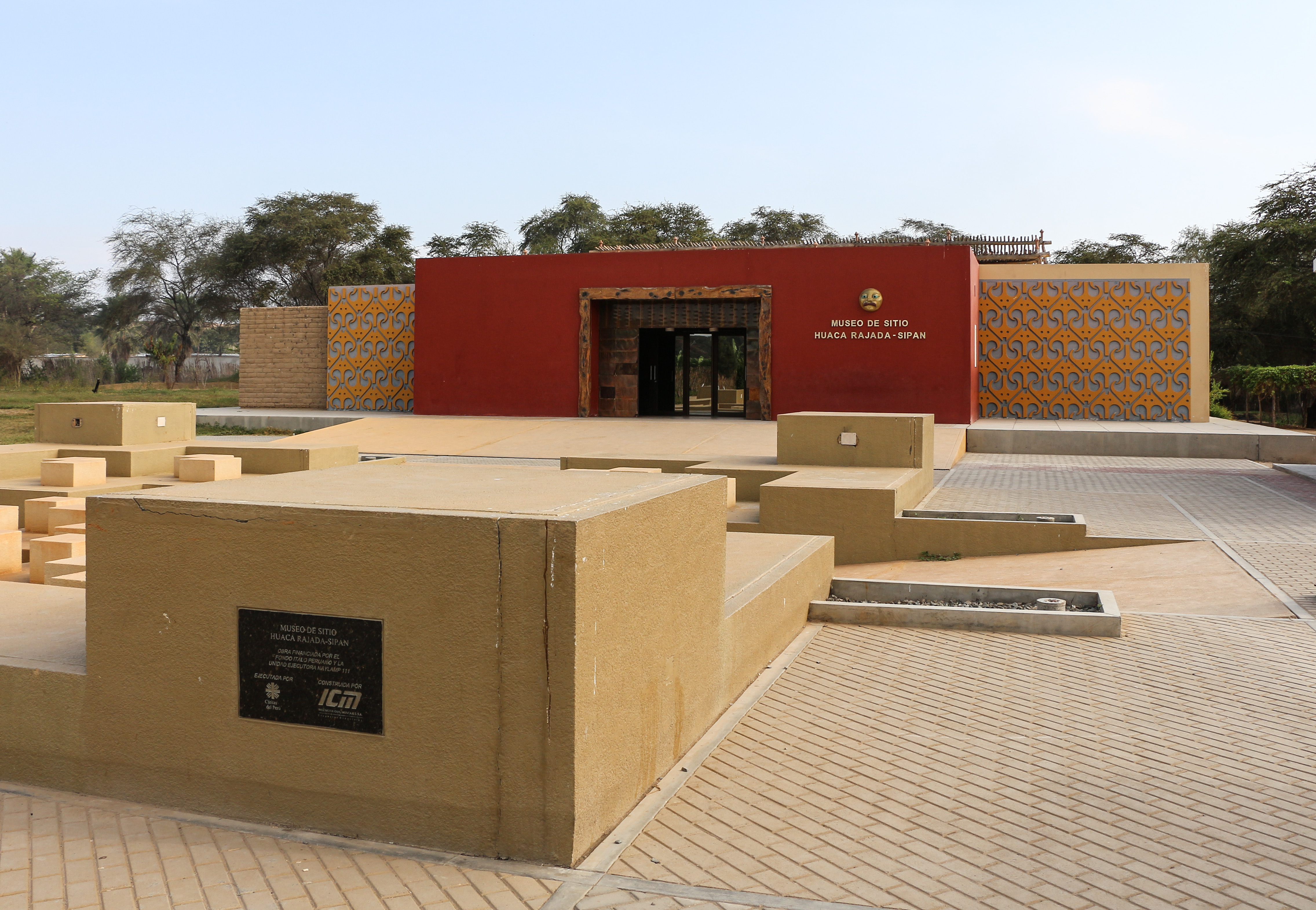
Vista del acceso al museo de sitio del complejo

Fue inaugurado en enero del 2009, albergando colecciones de excavaciones posteriores a la del Señor de Sipán que se encuentra en el museo Tumbas Reales en Lambayeque. Expone sobre las culturas moche y lambayeque.

## Galería
|  |  |  |
|  |  |  |